# Диамант (ракета)
Вижте пояснителната страница за други значения на Диамант.
Диамант (на френски: Diamant) е първата френска ракета носител и първата, която не е конструирана от СССР или САЩ. Диамант е предшественикът на всички бъдещи европейски ракети носители.
Ракетата е производна от военната програма Pierres précieuses (скъпоценни камъни), която включва 5 прототипа: Agathe, Topaze, Emeraude, Rubis et Saphir (на български: Ахат, Топаз, Изумруд, Рубин и Сапфир). От общо 12 изстрелвания между 1965 и 1975 г., 9 са успешни. Най-известното изстрелване е извеждането на първия френски изкуствен спътник Астерикс на 26 ноември 1965 г. Въпреки успехите на ракетата Франция спира програмата през 1975 г., за да се съсредоточи върху ракети Ариана на Европейската космическа агенция.
Освен това Франция няма достатъчно ресурси едновременно да поддържа собствена ракета и да участва в проектите предприети от ЕКА.
Диамант е разработена във версиите A, B и BP4. Всяка е тристепенна и може да изведе полезен товар до 150 kg в орбита на височина 200 km.

## Изстрелвания
| Дата               | Версия      | Стартова площадка | Товар         | Забележки                                  |
| ------------------ | ----------- | ----------------- | ------------- | ------------------------------------------ |
| 26 ноември, 1965   | Диамант A   | Хамагур           | Астерикс      |                                            |
| 17 февруари, 1966  | Диамант A   | Хамагур           | Diapason      |                                            |
| 8 февруари, 1967   | Диамант A   | Хамагур           | Diadème 1     | частично неуспешна, прекалено ниска орбита |
| 15 февруари, 1967  | Диамант A   | Хамагур           | Diadème 2     |                                            |
| 10 март, 1970      | Диамант B   | Куру              | Mika/Wika     |                                            |
| 12 декември, 1970  | Диамант B   | Куру              | Péole         |                                            |
| 15 април, 1971     | Диамант B   | Куру              | Tournesol     |                                            |
| 6 декември, 1971   | Диамант B   | Куру              | Polaire       | провал при втора степен                    |
| 21 май, 1972       | Диамант B   | Куру              | Castor/Pollux | неуспешна                                  |
| 6 февруари, 1975   | Диамант BP4 | Куру              | Starlette     |                                            |
| 17 май, 1975       | Диамант BP4 | Куру              | Castor/Pollux |                                            |
| 27 септември, 1975 | Диамант BP4 | Куру              | Aura          |                                            |